# Druckerei Winterthur
Die Druckerei Winterthur war eine Druckerei und ein Verlag mit Sitz in Winterthur. Sie wurde 2003 geschlossen.
Die Druckerei Winterthur wurde 1860 gegründet und war zuerst an der Technikumstrasse 81–83 angesiedelt in einem anstelle der Rietermühle von den Architekten Bridler und Völki errichteten repräsentativen Barockbau. Verlegt wurde von diesem Standort her unter anderem auch das freiheitliche «Neue Winterthurer Tagblatt», das heute nicht mehr existiert. 1967 wurde das Gebäude von der Stadt übernommen, um darin Büros einzurichten.
Die Druckerei selbst zog zuvor aus Platzmangel in das Industriegebiet Grüze. 1990 wurde sie durch eine Runderneuerung zu einer der grössten und modernsten Offsetdruckereien Europas. Das Ende wurde schliesslich 2001 eingeläutet, als das Unternehmen von der Basler Mediengruppe übernommen wurde und zwei Jahre später an das Medienhaus Ringier weiterverkauft wurde, welche die Druckerei zusammen mit dem Vorstufenunternehmen ColorServ AG umgehend schloss. Insgesamt 280 der 380 Mitarbeiter in Winterthur verloren dadurch ihre Arbeit.